# Геология Чада

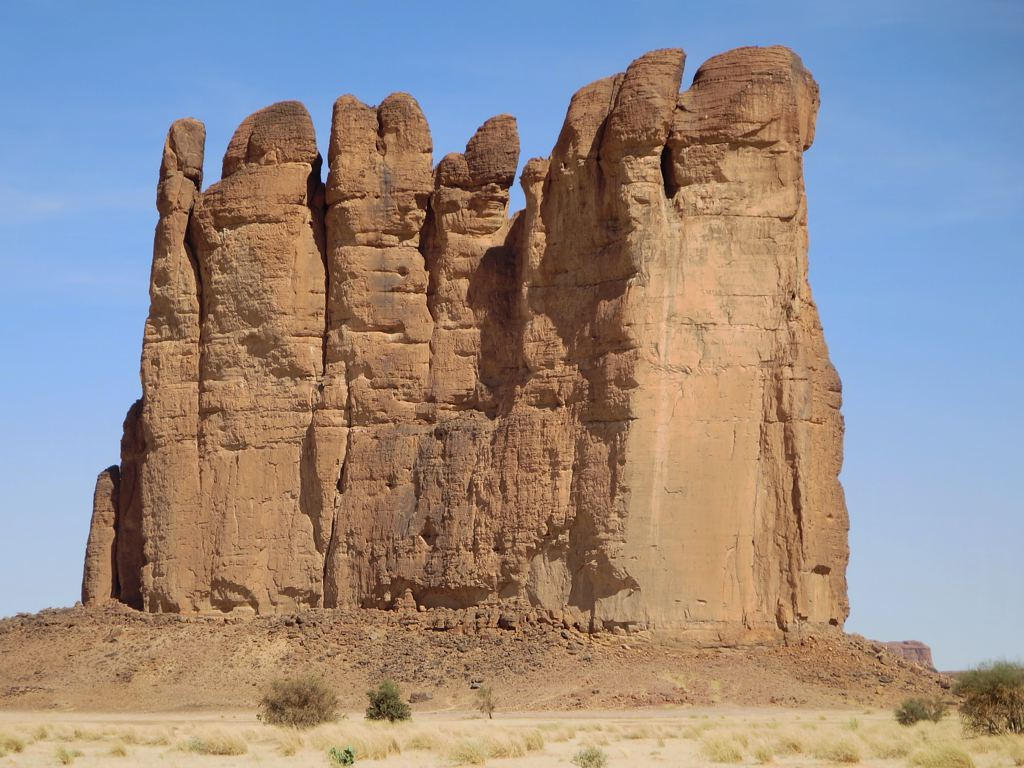
Песчаные скалы на северо-востоке Чада

На территории Чада в центральной Африке преобладает низменный бассейн Чада (глубина около 250 метров), который постепенно поднимается к горам и плато на севере, востоке и юге. На восточных высотах достигается более 900 метров на плато Эннеди и Уадай. Наибольшие возвышения достигаются в массиве Тибести с высотой 3.415 метров в Эми-Кусти. Северная часть Республики Чад находится в Сахаре. Боделе Депрешон — это низкий регион в южной Сахаре, окружённый базальтовыми горными хребтами. Ветры текут в эту область и поднимают пыль. Эта пыль движется в сторону Амазонки.
Две самые важные реки Логоне и Чари впадают в озеро Чад (озеро) с юго-запада. Озеро удваивается во время сезона дождя.

## Геология
Геология Чада включает в себя область метаморфических пород докембрийского периода окружающих бассейн Чада, который покрыт третичными и четвертичными отложениями. Есть докембрийские породы в горах Тибести на севере и востоке, в то время, когда в восточной части Чада находятся подвальные скалы, некоторые простираются в Дарфур в соседнем Судане.
Широко распространены гранитные гнейсы и пелитно-графитовые сланцы. они обычно разрезаются поздними орогенными гранитами и пегматитами. В пределах бассейна Куфра на северо-востоке расположены нижние палеозойские песчаники, которые перекрываются Нубийскими песчаниками. Существуют также континентальные обломочные породы нижнего мелового периода и породы морского происхождения высшего мела.
В бассейне Чада неогенская чадская формация состоит из озёрных отложений.

## Экономическая геология
В настоящее время в Чаде нет хорошей минеральной промышленности. Но при хорошем развитии и при участии иностранных компаний могут добываться: золото, соль, кальцинированная сода. В данный момент уже добываются сырая нефть и уран.